# Ericus Noræus
Ericus Petri Noræus, född omkring 1618 i Nora församling, död februari 1697 i Silbojokks församling, var en svensk präst.

## Biografi
Ericus Noræus föddes omkring 1618 i Nora församling. Han blev 15 februari 1645 student vid Uppsala universitetoch blev 1650 hörare i Piteå skola. Noræus blev 1653 kollega för tredje klassen i Piteå trivialskola och blev 1656 kyrkoherde i Silbojokks församling.

### Norskt anfall
Hans tjänsteutövning avbröts på ett oväntat och ödesdigert sätt i augusti 1659, när en norsk strövkår gick över den svenska gränsen och angrep området. Händelsen ledde till att hela bruksverksamheten upphörde. Kyrkoherden, som själv var ögonvittne, har i en skrift daterad Arjeplog den 30 augusti 1660 berättat om vad som hände. Han beskriver hur han den 15 augusti 1659, klockan fem på morgonen, var ute tillsammans med proviantförvaltaren för att dra upp fisknät i Piteträsket (Sädvajaur). Just som de höll på att dra upp båten på land, dök en fientlig styrka upp – 20 ryttare och 80 fotsoldater – och anföll ”i ett våldsamt raseri”. Anföraren, länsmannen i Nordlanden, Preben von Ahnen, riktade en pistol mot kyrkoherdens bröst och frågade om han ville låta sig fångas eller skjutas. Han bad då om nåd. Medan soldaterna plundrade proviantförråd och brukets utrustning, fördes kyrkoherden och hans hustru inför befälhavaren. De vädjade om att få behålla livet och sin egendom, något som till viss del beviljades. Dagen därpå tog angriparna kyrkans kyrkklocka, mässkläder, altardukar och andra föremål, och brände sedan ner kyrkan tillsammans med de flesta av brukets byggnader. Efter en ödmjuk bön från kyrkans folk skonades dock den lilla prästgården och två mjölbodar, som pastorn förklarade var hans privata egendom. Däremot förstördes statens byggnader – magasin, bagarstuga, brygghus och ladugårdar. Fienden fortsatte därefter till Nasafjäll, där de fullbordade sin förstörelse den 18 augusti.

### Gruvdrift
Eftersom gruvdriften inte gav tillräcklig ekonomisk avkastning och nybyggen i området inte lyckats trots statliga insatser, började man ifrågasätta om pastoratet hade någon framtid. Konsistoriet i Härnösand beslutade därför den 10 maj 1661 att Noreus, verksam i Silbojock, tills vidare skulle få behålla sina församlingsmedlemmar. Om silverbrytningen i framtiden inte skulle återupptas i Silbojock utan i stället ske vid det nyupptäckta fyndet i Kedkevare (Luleå), kunde han flytta dit och få den lön som tillhörde den tjänsten. Någon flytt blev dock aldrig av. Noreus stannade som pastor i Silbojock och kunde nu i lugn och ro ägna sig åt det kristna missionsarbetet bland samerna i området. Först år 1691 byggdes en ny kyrka. Han avled 1697 och begravdes samtidigt som Johan Laestadius i Arjeplogs kyrka.

### Familj
Noræus gifte sig 14 november 1652 i Piteå med Barbro Persdotter, dotter till lappfogden Pehr Anundsson i Klumben och Karin Olofsdotter Burman. De fick tillsammans barnen kyrkoherden Petrus Noræus Fjellström (född 1657), klockaren Erik Noræus Fjellström i Arvidsjaur, handlanden Mårten Noræus Fjellström i Piteå, skepparen Johan Noræus Fjellström i Norge, Könik Noræus Fjellström (död 1680), Karin Noræus Fjellström som var gift med komministern Stephan Dalin i Burträsks församling, Sophia Noræus Fjellström (död 1728) som var gift med rådmannen Johan A. Burman i Piteå och rådmannen Abraham N. Touscher, Barbro Noræus Fjellström som var gift med klockaren Anders Læstadius i Piteå och Brita Noræus Fjellström som var gift med kyrkoherden Johan Læstadius i Silbojokks församling.